# Virginia Romero Bañón
Virginia Romero Bañón (Elda, 26 de setembre de 1960 és una advocada i política valenciana, senadora per Alacant en la X Legislatura.

## Biografia
Llicenciada en dret per la Universitat d'Alacant, ha treballat com a advocada especialitzada en Dret Privat, Tributari, Mercantil i Concursal. També ha impartit classes d'Economia i Tecnologia Administrativa en diversos màsters a la Universitat de València i a la Universitat d'Alacant.
Militant del Partit Popular de la Comunitat Valenciana, n'és secretària general a la secció d'Elda des de 2007. Ha estat escollida regidora d'hisenda de l'ajuntament d'Elda a les eleccions municipals espanyoles de 1999, 2003 i 2011. De 2007 a 2011 fou diputada de la Diputació d'Alacant. No va renovar el seu càrrec a les eleccions municipals espanyoles de 2015.
A les eleccions generals espanyoles de 2011 fou escollida senadora per Alacant. Ha estat portaveu del PP en la Comissió d'Estudi de l'explotació infantil del Senat d'Espanya.